# 华州站
华州站位于中国陕西省渭南市华州区杏林镇，于1958年启用，为西安铁路局管辖的陇海铁路上四等站。华州站东距连云港站998公里，西距兰州站761公里。2021年11月21日，华县站更名为华州站。